# Божидар Братоев
Божидар Братоев (на френски: Bojidar Bratoev) е цигулар и диригент.

## Биография
Божидар Братоев е родом от София. Завършва с отличен успех Музикалната гимназия при Трендафил Миланов и Българската държавна консерватория в класа на проф. Емил Камиларов и Дина Шнайдерман. През 1968 година участва в майсторски клас на Леонид Коган в Охрид, а през 1975 г. специализира в Ленинградската консерватория при известния цигулар и педагог проф. Михаил Вайман.
Като член, а по-късно и един от солистите на Българския камерен оркестър (1967 – 1970 г.) гастролира с Камиларов и Шнайдерман в многобройни европейски страни.
От 1970 до 1983 година е концертмайстор на Камерния оркестър на РТВ Скопие, с който като солист интерпретира и записва многобройни произведения. Същевременно работи и като асистент на чешкия диригент Олдржих Пипек, а след неговата смърт през 1979 г. продължава да дирижира оркестъра. Паралелно концертира и със симфоничните оркестри на Белград, Любляна, Нови Сад, Скопие.
От 1983 година живее във Франция. Най-напред е концертмайстор на Овернския камерен оркестър (Orchestre d'Auvergne) в Клермон Феран (Clermont-Ferrand), а през 1986 година след спечелен конкурс е наименуван за музикален директор, солист и концертмайстор на Националния камерен оркестър от Тулуза (Orchestre de Chambre National de Toulouse), с който постига многобройни успехи, между които „Златен лазер“ на Френската академия (Grand Prix de l'Académie française du disque „Laser d'or“) за компакта „Бритън“ (CD Britten). За Радио „Франс Мюзик“ (France Musique) реализира многобройни записи от световната музикална съкровищница.
Понастоящем работи в Монако (Monaco), където води престижния клавирен квинтет „ПРО АРТЕ“ от Монте-Карло (Pro Arte de Monte-Carlo), с който гастролира в Париж, Ню Йорк, Вашингтон, Монтреал, Рио де Жанейро, Сан Пауло, Бразилия, Дюселдорф, Атина, Истанбул, Анкара, Тел-Авив и др.
Същевременно ръководи и камерния ансамбъл „АРТИС“ (Ensemble ARTIS), съставен от млади солисти и талантливи музиканти от Монако.
Професор е и в Музикалната академия „Принц Рение III“ – Монако (Académie de Musique Prince Rainier III).